# Fort La Latte
Fort La Latte (auch Château de la Roche Goyon oder Fort de la Dent de Gargantua genannt, bretonisch Roc’h Goueon) ist eine Burg auf dem Gebiet der Gemeinde Plévenon im Département Côtes-d’Armor in der Bretagne in Frankreich. Sie thront auf einer schmalen Landzunge am Eingang der Baye de la Fresnaye, etwa 4 km südöstlich von Cap Fréhel und 35 km von Saint-Malo.

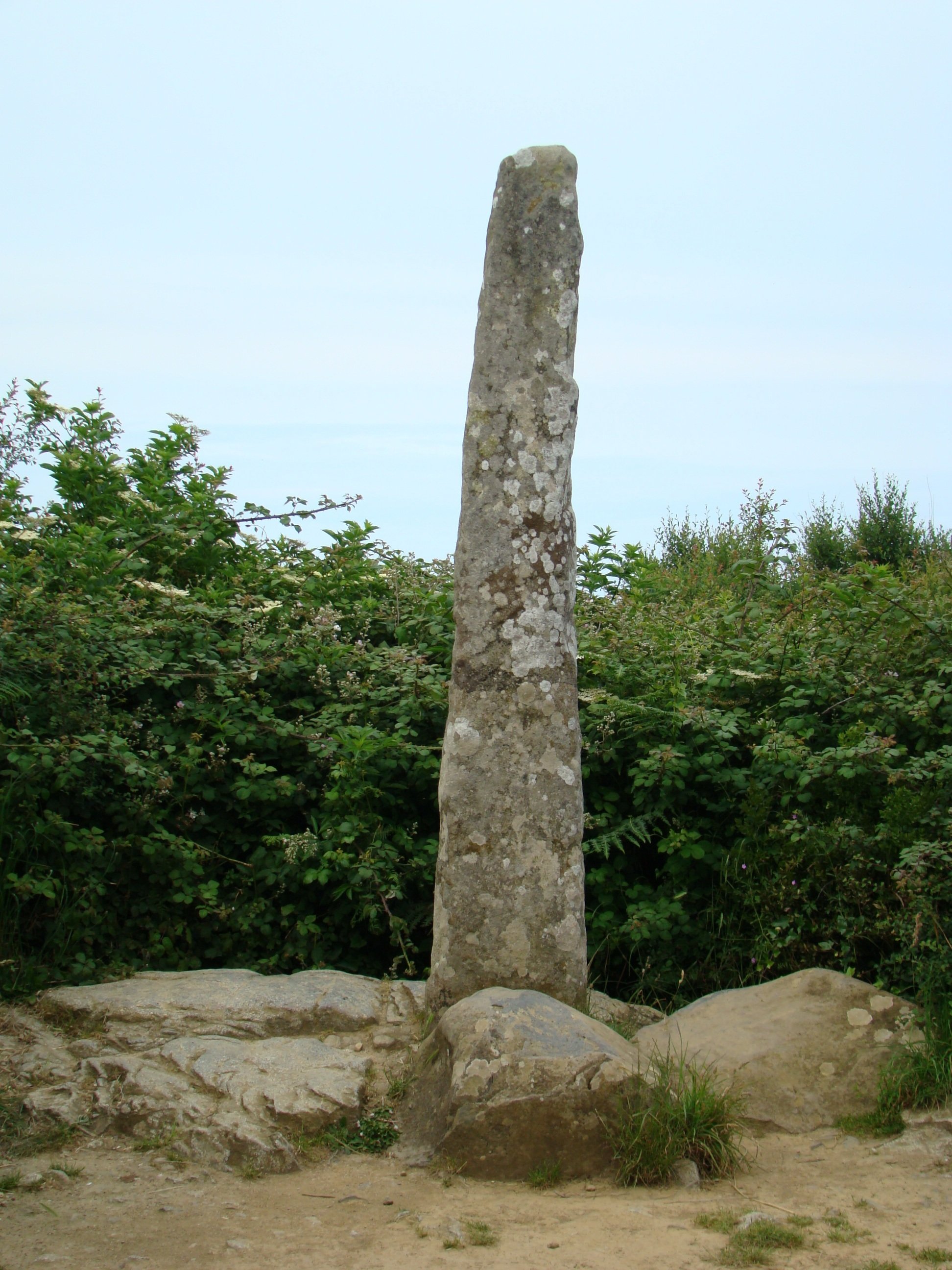
Der Dent de Gargantua im Fort

## Geschichte
Erbaut wurde die Burg im 13. Jahrhundert von der einflussreichen Familie Goyon de Matignon. Im Jahre 1379 wurde die Burg von Bertrand du Guesclin erobert und für Karl V. beschlagnahmt.
Durch den Vertrag von Guérande bekamen ihre Besitzer die Burg aber schon 1381 wieder zurück.
1490 wurde die Burg von den Engländern erfolglos belagert.
Aus Rache belagerte 1597 Saint-Laurent, ein Bote des Herzogs de Mercœur, die Burg und besetzte sie. Die Burg, zu dieser Zeit schon La Latte genannt, wurde in Brand gesteckt und zerstört. Nur die Warte blieb damals verschont.
Garengeau (Schüler des berühmten Militärarchitekten Vauban) war unter Ludwig XIV. für die Befestigung der Küste und die Verteidigung von Saint-Malo zuständig. Er übernahm die Ruine und baute sie mit Einwilligung der Matignons zwischen 1690 und 1715 wieder auf. Große Teile der Struktur der heutigen Anlage wurden damals errichtet. Außerdem wurde die Festung mit Kanonenbatterien ausgestattet, um nach Saint-Malo fahrende Schiffe vor Übergriffen durch englische oder holländische Angreifer zu schützen.
Anfang des 18. Jahrhunderts wurde die Burg von der Familie Goyon dem Kriegsministerium übergeben.
1793 wurde die Burg weiter ausgebaut, unter anderem wurde ein großer Ofen gebaut, der dazu diente, die Kanonenkugeln vor dem Schuss auf Rotglut zu erhitzen. Dieser Kugelofen ist bis heute erhalten geblieben.
Während der Herrschaft der Hundert Tage im Jahr 1815 versuchten Bürger aus Saint-Malo die Burg zu erstürmen, aber ohne Erfolg. Dies war die letzte kriegerische Auseinandersetzung an der Festung.
Im Laufe des 19. Jahrhunderts wurde die Burg auf Befehl des Kriegsministeriums verlassen und nur ein „Hausmeister“ blieb zurück.
1892 ging die Festung in den Privatbesitz der Domaines über.
Seit dem Jahr 1925 gehört sie dem französischen nationalen Denkmalschutz. 1931 wurde die Burg restauriert und offiziell zum historischen Denkmal erklärt.
Der Doigt de Gargantua (deutsch „Gargantuas Finger, Gargantuas Zahn“ oder Menhir de La Latte genannt) ist ein Menhir im Schlosspark von Fort La Latte.

## Filmkulisse
Die Burg diente in den letzten Jahrzehnten häufig als Filmkulisse für Historienspektakel, zum Beispiel für den Film Die Wikinger mit Kirk Douglas oder die Sat.1-Produktion Tristan und Isolde.